# Bayerischer Ziegelindustrie-Verband
Der Bayerische Ziegelindustrie-Verband e. V. (BZV) mit Sitz in München vertritt die Interessen der Ziegelindustrie in Bayern. Die weit überwiegende Mehrheit der Ziegel herstellenden Unternehmen in Bayern ist Mitglied im BZV.

## Aufgaben und Ziele
Der Bayerische Ziegelindustrie-Verband e. V. hat die Aufgabe, die ideellen, wirtschaftlichen, sozialpolitischen, sozialrechtlichen sowie sonstigen Interessen der Gesamtheit seiner Mitglieder zu wahren und zu fördern. Der BZV hat somit zugleich die Funktion eines Wirtschafts- und eines Arbeitgeberverbandes.
Als Arbeitgebervertretung ist der BZV Tarifpartei mit Tarifhoheit für Löhne und Gehälter der Ziegelbranche in Bayern, ebenso für Rahmen- und Manteltarifvertrag sowie die Ausbildungsvergütung.
Als Wirtschaftsverband setzt sich der BZV für die Rahmenbedingungen der bayerischen Ziegelindustrie ein. Auf landespolitischer Ebene vertritt der BZV die Interessen der Mitgliedsunternehmen in allen Debatten und Verfahren, die die Geschäftstätigkeit der Ziegel herstellenden Unternehmen berühren.

## Bedeutung und Geschichte der Ziegelwirtschaft in Bayern
Die Herstellung von Ziegeln hat in Bayern eine besondere ökonomische und historische Bedeutung.
Der Marktanteil bei wandbildenden Baustoffen im Wohnungsbau lag im Jahr 2020 bei 57,4 Prozent. Der Anteil im bundesweiten Mittel liegt bei lediglich der Hälfte, 28,7 Prozent. Rund ein Viertel des bundesweiten Umsatzes der gesamten Deutschen Ziegelindustrie wird in Bayern erwirtschaftet.
Die Ziegelherstellung hat in Bayern knapp 2000 Jahre Tradition. Auf dem Gebiet des heutigen Bundeslandes wurden Ziegel erstmals im ersten Jahrhundert nach Christus von römischen Legionsziegeleien hergestellt. Oberbayern ist eine der wenigen Regionen in Mitteleuropa, für die sich eine kontinuierliche Verwendung von Mauerziegeln nach dem Ende der römischen Herrschaft belegen lässt. Urkundliche Belege deuten darauf hin, dass in Ober- und Niederbayern bereits im 8. Jahrhundert im Handstrichverfahren gearbeitet wurde, mehrere hundert Jahre früher als in Norddeutschland.
1863 wurde in Bayern der erste Hoffmannsche Ringofen, der sechste überhaupt, gebaut. Der erste Gasringofen wurde 1875 in Schwandorf in Betrieb genommen.
Bayerische Ziegelhersteller zeichneten in der zweiten Hälfte des 20. Jahrhunderts für wichtige Innovationen verantwortlich. So wurde in Marktoberdorf die Deckenbefeuerung vom Ringofen auf den Tunnelofen übertragen. 1959 übernahmen zwei bayerische Ziegelwerke eine Vorreiterrolle mit der Produktion von Großblockziegeln im Format 8 DF. Ein anderes bayerisches Ziegelwerk begann 1969 mit der Herstellung von Leichthochlochziegeln im Format 24 DF.

## Geschichte des BZV
Am 25. Juni 1906 konstituierte sich der Bayerische Tonindustrie-Verband (BTV) als Landesverband der bayerischen Ziegelindustrie auf der Gründungsversammlung in Nürnberg. 1908 zählte der Verband 213 Mitglieder. 1918 verlegte der BTV seinen Sitz nach München. Am 19. November 1953 wurde auf der Mitgliederversammlung die Umbenennung in Bayerischer Tonindustrie-Verband beschlossen. Seit dem 21. November 1966 heißt der Verband Bayerischer Ziegelindustrie-Verband e. V.

### Ziegelforum e.V. (1967 bis 2004)
1967 wurde auf Initiative des BZV das Ziegelforum e. V. gegründet. Ziel war es, Aufgabenbereiche wie die Verbreitung produktspezifisch technischer Informationen, Wettbewerbskontrolle, Prozessführung, regionale Bauberatung und Werbung in einer eigenständigen Organisation zu bündeln. 2004 erfolgte die Umfirmierung in Ziegel Zentrum Süd e. V. Damit einher ging die Schwerpunktsetzung auf die Hochschularbeit für Architekten und Ingenieure. Das Ziegel Zentrum Süd wurde 2021 in den Bundesverband der Deutschen Ziegelindustrie eingegliedert.

### Staatliche Zieglerschule
1950 vereinbarten der BZV, das Land Bayern und die Stadt Landshut, der Keramischen Fachschule in Landshut eine Zieglerschule mit Ingenieursausbildung anzugliedern. Zwischen 1951 und 1973 wurden etwa 340 Ingenieure für Grobkeramik beziehungsweise Ziegelingenieure ausgebildet. Mit Inkrafttreten des bayerischen Fachhochschulgesetzes im Jahr 1971 wurde die Ausbildung in einen Diplom-Studiengang an der Fachhochschule Nürnberg überführt.

### Würzburger Ziegellehrgang
Der Würzburger Ziegellehrgang ist eine jährlich stattfindende mehrtägige Fortbildungsveranstaltung. Der erste Lehrgang wurde 1962 in Zusammenarbeit des BZV mit der Bayerischen Landesgewerbeanstalt durchgeführt. Das Format hat sich zu einer fest instituierten internationalen Fachtagung der Ziegelindustrie entwickelt.

## Museumsarbeit

### Ziegel- und Kalk Museum Flintsbach
Das 1996 eröffnete Ziegel- und Kalk Museum Flintsbach zeigt die Geschichte der Herstellung und Verwendung von Ziegel und Kalk. Das Museumsgelände war bis 1968 ein aktives Ziegel- und Kalkwerk. Der BZV hat die Gründung des Fördervereins Ziegel- und Kalkmuseum Flintsbach e. V. im Jahr 1989 mit initiiert und die Gründung des Museums maßgeblich vorangetrieben. Der BZV unterstützt das Museum auch weiterhin.

### Deutsches Museum München
Der BZV hat den Bereich der Ziegelherstellung innerhalb der Keramik-Ausstellung des Deutschen Museum München maßgeblich mit entwickelt und gefördert. 1980 veranlasste der BZV die Installation einer funktionsfähigen, vollautomatischen Ziegeleianlage im Miniaturmaßstab. Die mit einem Vakuumaggregat geformten Lochziegel (60 × 45 × 30 mm) werden nach einer Trockenzeit von 20 Stunden in einem Tunnelofen mit einer Durchschubzeit von 4 Stunden bei einer Temperatur von ca. 850 °C gebrannt. Die gebrannten Miniaturziegel werden an interessierte Besucher abgegeben.

## Vorsitzende seit der Neugründung im Jahr 1945
1. 1945–1952: Wilhelm Siekmann
2. 1952–1976: Hans Adam
3. 1976–1984: Eugen Wiest
4. 1984–2006: Dieter Schultheiss[28]
5. 2006–2012: Kastulus Bader[29]
6. 2012–2019: Anton Hörl[30]
7. Seit 2019: Johannes Edmüller[1]

## Mitgliedschaften und Kooperationen
- Bundesverband der Deutschen Ziegelindustrie e. V.
- Vereinigung der Bayerischen Wirtschaft
- solid UNIT Bayern[31]
- Institut für Ziegelforschung[32]
- Bayerischer Industrieverband Baustoffe, Steine und Erden e. V.[33]

## Mitglieder
(Quelle:)

### Ordentliche Mitglieder
- Ziegelwerk BELLENBERG Wiest GmbH & Co. KG
- Ziegelwerk ENGLERT GmbH
- Erbersdobler Ziegel GmbH & Co. KG
- Anton HANRIEDER e. K. Ziegelwerk
- Ziegelwerk Aubenham Adam HOLZNER GmbH & Co. KG
- HÖRL & HARTMANN Ziegeltechnik GmbH & Co. KG
- Ziegelsysteme Michael KELLERER GmbH & Co. KG
- LEIPFINGER-BADER GmbH Ziegelwerke
- Ziegelwerk MARKT WALD GmbH, Markt Wald
- RAPIS-Ziegel, Schmid GmbH & Co. KG
- SCHLAGMANN Poroton GmbH & Co. KG
- Ziegelwerk STENGEL GmbH & Co.KG
- Ziegelwerk TURBER GmbH
- Tonwerk VENUS GmbH & Co KG
- WALTHER Dachziegel GmbH
- Wienerberger GmbH
- WÖHRL Ziegelwerk – Deckensysteme GmbH
- Adolf ZELLER GmbH & Co., Poroton-Ziegelwerke KG

### Fördermitglieder
- Dampfziegelwerk Regenstauf Puchner & Co. GmbH & Co. KG
- Franken Maxit Mauermörtel GmbH & Co.
- HART Keramik AG Ziegelwerk Waldsassen
- HÄNDLE GmbH Maschinen und Anlagenbau
- Hans LINGL Anlagenbau GmbH
- KI Keramik-Institut GmbH
- REHART GmbH
- ZEPPELIN Baumaschinen GmbH
- Ziegelwerk Otto Staudacher GmbH & Co. KG